# Enyergija
Az Enyergija (oroszul: Энергия, GRAU-kódja: 11K25) szovjet nehéz hordozórakéta, amely nagy terhek vagy a Buran űrrepülőgép pályára állítására szolgált.
100 tonnát állíthatott alacsony Föld körüli pályára, de egyes változatainak az amerikai Saturn V-nél is nagyobb volt a teherbírása. Először 1987-ben indították próbaútra a Poljusz katonai műholddal. A rakéta jól működött, de a Poljusz a saját hajtóművének hibájából nem érte el a pályát. A második repülés a személyzet nélküli Buran űrrepülőgéppel 1988-ban teljes siker volt.

## Leírás
Az Enyergija túlszárnyalta úgy teherkapacitásban, mint technikai képességben a Saturn V rakétát, így ez a valaha épített legerősebb és legösszetettebb hordozórakéta a világon. Egyes elemzők szerint az Enyergija és a Buran hatalmas fejlesztési költségei vezettek el végül a Szovjetunió gazdasági összeomlásához (a fejlesztési költségekről van szó, nem a működtetésről).
Az Enyergija/Buran rendszer munkálatai 1976-ban kezdődtek az N1 óriásrakéta programjának törlése után. Az N1 indítási infrastruktúráját az Enyergija számára használták fel. Az N1 95 tonnát állíthatott alacsony pályára és 30 NK–15 hajtómű hajtotta összesen 46 MN tolóerővel. Ez is nagyobb volt, mint a Saturn V 33 MN tolóereje. Ezenkívül helyettesítette a Vulkan elképzelést, amely a Proton rakétán alapult, ugyanazt a mérgező hipergol hajtóanyagot használta, de nagyobb volt és erősebb.

## Változatok
Az alapváltozaton kívül még három fő változatot terveztek:
- Az Enyergija–M volt a legkisebb változat. A Zenyit gyorsítórakéták számát négyről kettőre csökkentettét, és négy RD–120 hajtómű helyett csak egy volt. Ezt a Proton rakéta helyettesítésére használták volna, de végül az Angara rakéta terve váltotta fel 1993-ban.
- Az Enyergija–2-t teljesen újrafelhasználhatónak tervezték. Míg a Zenyit gyorsítórakétái újrafelhasználhatók voltak, a központi fokozat minden indításnál elveszett. Az Enyergija–2-nél ez visszatért volna a légkörbe és vitorlázórepüléssel szállt volna le, valószínűleg a Buránnak kifejlesztett technológiát használva.
- Az utolsó változat volt a legerősebb. Nyolc Zenyit rakétával és egy Enyergija–M felső fokozattal a Vulkan (hasonló név a korábban törölt óriásrakétával) vagy Herkules változat 175 tonnát indíthatott volna alacsony pályára.

## Repülések
Az Enyergija mindössze kétszer repült. Először 1987. május 15-én a Poljusz műholddal. Indításkor az elengedett rakéta megbillent, mire a 10 fokot is meghaladó kitérést a vezérlőrendszer korrigálta, a tűzsugár az indítóállvány vezetékeit és csöveit nagyrészt elégette – ugyanis a lángterelő medence vízhiány miatt nem volt teljesen feltöltve. A kilövőállás újjáépítése egy évet vett igénybe. A rakéta ezen problémák ellenére elérte a kijelölt 110 km-es leválási magasságot, azonban az önálló útjára engedett Poljusz katonai műhold egy nem tesztelt giroszkóp hibájából fordított helyzetben gyújtotta be saját hajtóműveit és a Csendes-óceán déli részén lezuhant.
A második, sikeres repülésre 1988. november 15-én került sor a Buran űrrepülőgéppel.
A rakéták építése a Szovjetunió feloszlásával és a Buran program felfüggesztésével befejeződött, a közeljövőben nem tervezik az újraindítást. A programban felhasznált folyékony hajtóanyagú Zenyit gyorsítórakétákat ugyanazzal a hajtóművel tovább használják. Jelenleg Bajkonurból és a Sea Launch platformról indítják ezt a típust az RD–170 hajtóművel. Ennek a hajtóműnek egy kisebb változata az RD–180, amely a Lockheed Martin Atlas V rakétáját hajtja.